# Андренки
Андренки (укр. Андренки) — село,
Нелюбовский сельский совет,
Диканьский район,
Полтавская область,
Украина.
Код КОАТУУ — 5321084103. Население по переписи 2001 года составляло 19 человек.

## Географическое положение
Село Андренки находится на правом берегу реки Средняя Говтва,
выше по течению на расстоянии в 3 км расположено село Чернещина,
ниже по течению на расстоянии в 1,5 км расположено село Сивцы,
на противоположном берегу — село Нелюбовка.

## Экономика
- Молочно-товарная ферма.